# Quiver (KTU)
Quiver is het tweede studioalbum van de muziekgroep KTU. Het album is opgenomen in Dripping Springs (Texas) (Gunn is Texaan) gedurende de jaren 2007 en 2008. De leden van de band hebben het druk met andere projecten, vandaar dat opname zo lang in beslag nam. Aanvullende opnamen vonden plaats in Seattle en Helsinki (Pohjonen in Fin; vervolgens werd het album in Helsinki afgemixt. Steven Wilson van Porcupine Tree heeft zich ook nog bemoeid met het mixen (Kataklasm, Jacaranda en Miasmaa) en dat gebeurde dan weer in Londen, Engeland. Het album verscheen eerst in 2009 op de internetsite van King Crimson en vervolgens op 19 mei 2009 in de winkels. Samuli Kosminen heeft nog een bijdrage geleverd bij het arrangeren, maar wordt niet meer als groepslid genoemd.

## Musici
- Trey Gunn – Warr gitaar
- Kimmo Pohjonen – accordeon, zang
- Pat Mastelotto – alles wat te maken heeft met (elektronische) percussie en slagwerk.

## Composities
1. Fragile (Gunn)(1:40)
2. Kataklasm (Gunn, Pohjonen, Mastelotto)(5 :08)
3. Nano (Pohjonen, Gunn, Mastelotto)(4:44)
4. Quiver (Pohjonen)(3:15)
5. Purga (Pohjonen,Gunn, Mastelotto)(5:44)
6. Womb (Gunn, Pohjonen)(3:43)
7. Wasabi Fields (Pohjonen)(4:00)
8. Jacaranda (Gunn, Pohjonen, Mastelotto) (3:55)
9. Aorta (Pohjonen)(2:50)
10. Miasmaa (Gunn,Pohjonen,Mastelotto)(4:54)
11. Snow Reader (Pohjonen)(5:40)